# 谢林义
谢林义（1958年6月—），男，汉族，安徽含山人，中华人民共和国作曲家，中国音乐家协会理事，国家一级作曲。

## 生平
先后毕业于安徽艺术学校、安徽师范大学艺术系。1978年至1992年在安徽省徽剧团工作，1993年调入安徽省音乐家协会。曾任安徽省音乐家协会副主席、秘书长、安徽省作曲指挥家协会副主席。共创作歌曲、舞蹈音乐、电视片音乐300多首（部）。其中歌曲《亲亲背篓情》获第十三届中国广播学会奖，《天也说好，地也说你好》获中国歌坛在行动音乐创作金奖，《九九雁归来》获安徽省政府社科奖，《放歌江淮》获安徽省“五个一”工程奖；歌曲《梦想成真》成为安徽省第十一届运动会会歌。2016年1月，荣获第十二届安徽省“德艺双馨”艺术名家奖。